# 世茂國際
世茂國際（前港交所上市編號：0649.HK），當時是以1999年「東建集團控股有限公司」（由魏氏家族）在香港交易所上市，直至2007年在特別股東大會通過私有化，正式脫離香港股市。
目前行政總裁為許薇薇。

## 業務
物業發展（包括綏芬河世茂國際商展中心）、物業投資（俄罗斯聖彼得堡波罗的海明珠项目）及酒店營運。

## 私有化軼事
2007年，私人企業把本公司私有化，原因是境外投資審批情況緩慢，加上原本把中國業務注入本公司，但受到不少限制，日後發展更加嚴峻。特別股東大會通過私有化，正式脫離香港股市。

## 商業欺詐
2000年，東建科訊涉及造市案內，羅明珠女士前配偶王培宏也捲入漩渦中內。

## 外部連線
- shimaointernational.com[永久]
- 上海富豪许荣茂拟私有化世茂国际(0649.HK)  （页面存档备份，存于）